# Klooster van de Zusters van Maria (Izegem)
Het klooster van de Zusters van Maria is een klooster gelegen in Izegem. Het geheel bestaat uit een scholencomplex, een voormalige molen met hostiebakkerij en een directeurswoning. Het is gelegen tussen de Gentsestraat (ten zuiden), de Dirk Martenslaan (ten oosten), de Kasteelstraat (ten noorden) en de Bossekouter (ten westen).

## Klooster en scholencomplex
Het klooster van de Zusters van Maria is de oudste kloostergemeenschap in Izegem. Het is een communauteit die in het onderwijs werkzaam is.
De oorspronkelijke meisjesschool kreeg heel wat namen mee die vrij door elkaar gebruikt worden, zoals "Mariaschool" en "Instituut de Pelichy". Decennia lang gaven ze hier les aan kleuters en aan kinderen van de lagere en middelbare school. Voor deze laatste organiseerden ze voornamelijk lessen in kant- en borduurwerk en lessen in muziek- en schilderkunsten.

### Evolutie
| 1806               | Oprichting van het klooster en de school op de gronden die geschonken werden door jezuïet Désiré van Huerne. Uiteindelijk zorgde Joseph van Huerne voor het leggen van de eerste steen.               |
| 1811               | Inhuldiging van de nieuwe school. Het was de bedoeling om kosteloos onderwijs te geven aan armen. Regina Bazijn en Victoria waren de eerste lesgeefsters.                                             |
| 1829               | Uitbreiding met een lagere school voor betalende kinderen en een pensionaat voor meisjes. |
| 1836               | Oprichting van een kantwerkschool. |
| 1843-1845          | Toevoeging van een pensionaatsvleugel. |
| 1848               | Bouw van een washuis, stallingen en bijgebouwen. |
| 1879-1880          | Verdere uitbreiding van de school met nieuwe vleugels ten noordwesten en ten noordoosten van het klooster voor onder meer een bewaarschool.                                                           |
| 1894               | Bouw van een nieuwe vleugel zogenaamd "Germana". Jarenlang kwamen meisjes zich hier iedere zondagnamiddag ontspannen. Deze vleugel werd in 1965 gesloopt om plaats te maken voor moderne klaslokalen. |
| 1907, 1912 en 1914 | Verdere uitbreidingen in het zuidoosten voor de oprichting van de beroepsschool voor naaisters, borduursters, borsteltreksters en schoenstiksters.                                                    |
| 1959               | Oprichting van een nieuwe klassenvleugel en een feestzaal ten oosten van het klooster. |
| 1962               | Nieuwe klaslokalen voor de basisschool en het Instituut de Pelichy. |
| Jaren 1970         | Verdere uitbreidingen ten noordoosten. |
| 1976               | De lagere school van de Ave Maria fuseerde met de Sint-Tilloschool waardoor in 1979 de lagere klassen in Ave Maria ontruimden.                                                                        |
| 1988               | Nieuw gebouw voor de middenschool. |

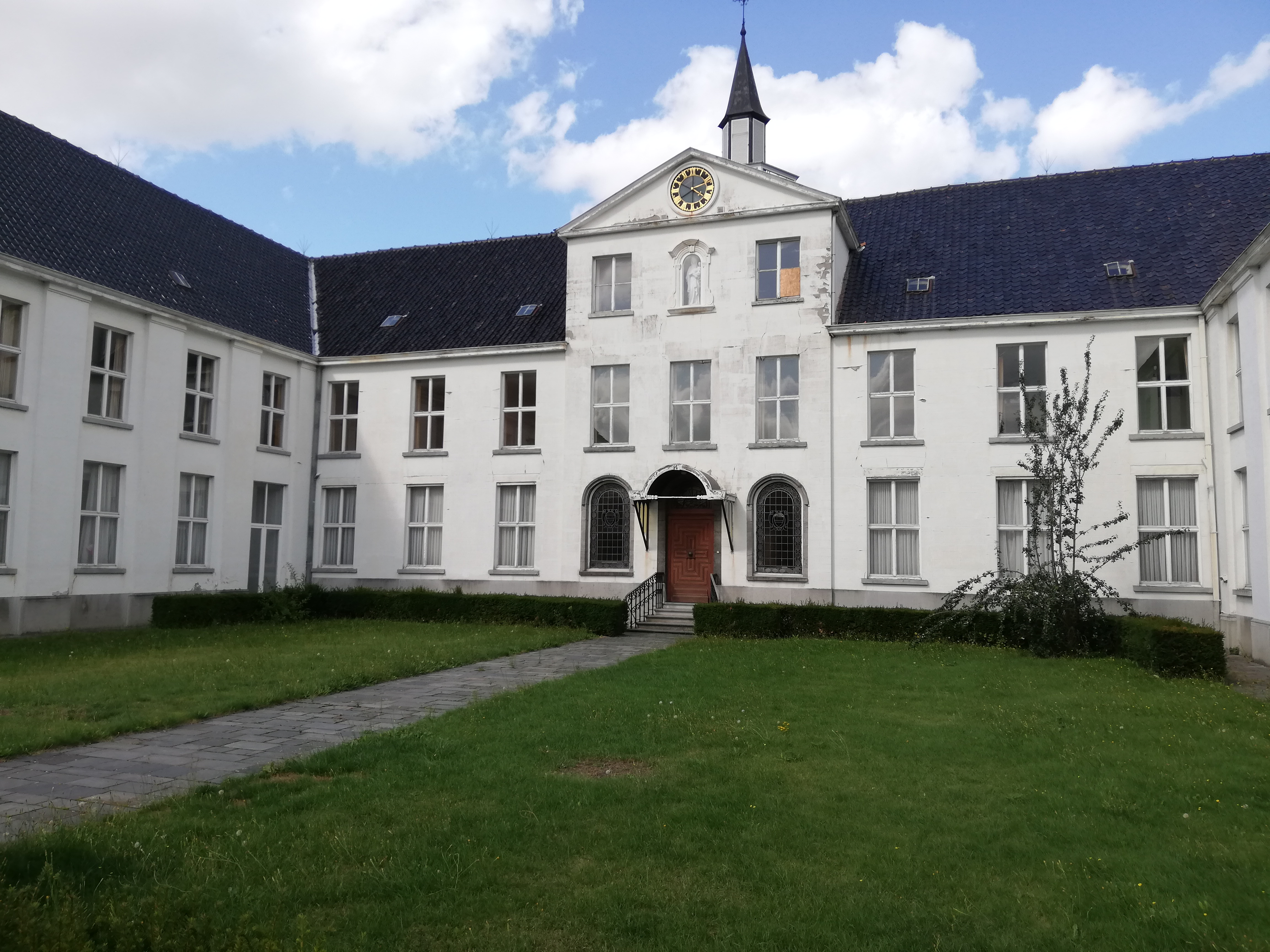
Klooster en school Zusters van Maria Izegem
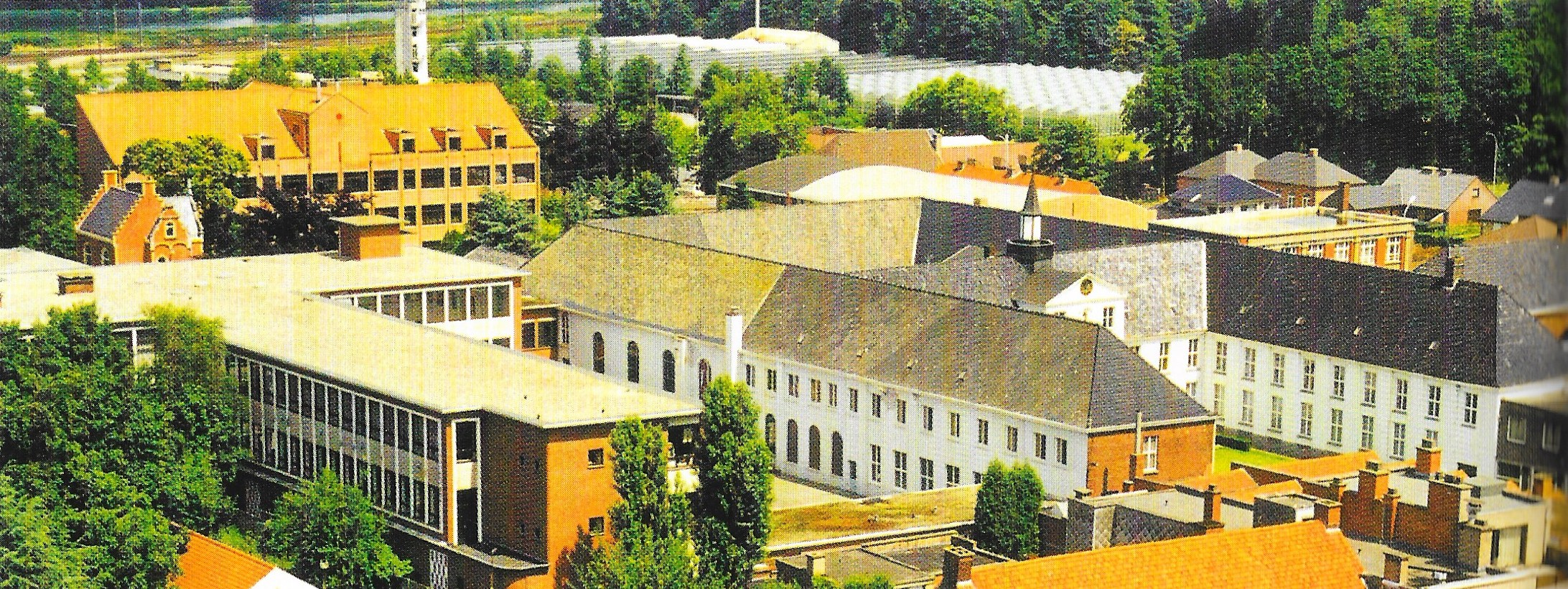
Klooster en school Zusters van Maria Izegem

## Gouden Kapel Ave Maria

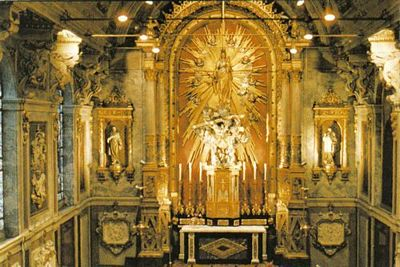
Gouden Kapel Ave Maria

In 1811 liet Joseph de Pelichy een kapel integreren in het klooster, toegewijd aan Onze Lieve Vrouw Onbevlekt Ontvangen. Als rijke edelman spaarde hij geen kosten om dit te realiseren. De bouwwerken resulteerden in een zaalkerk, gedekt door een tongewelf waarvan de architectuur eenvoudig is. De nadruk ligt op de rijke versiering met schilder- en beeldhouwwerk. Zelfs Italianen zakten toen naar Izegem af om de kapel te decoreren. Omwille van deze vele vergulde versieringen kreeg het de naam 'Gouden Kapel'.

### Zilveren Kapel

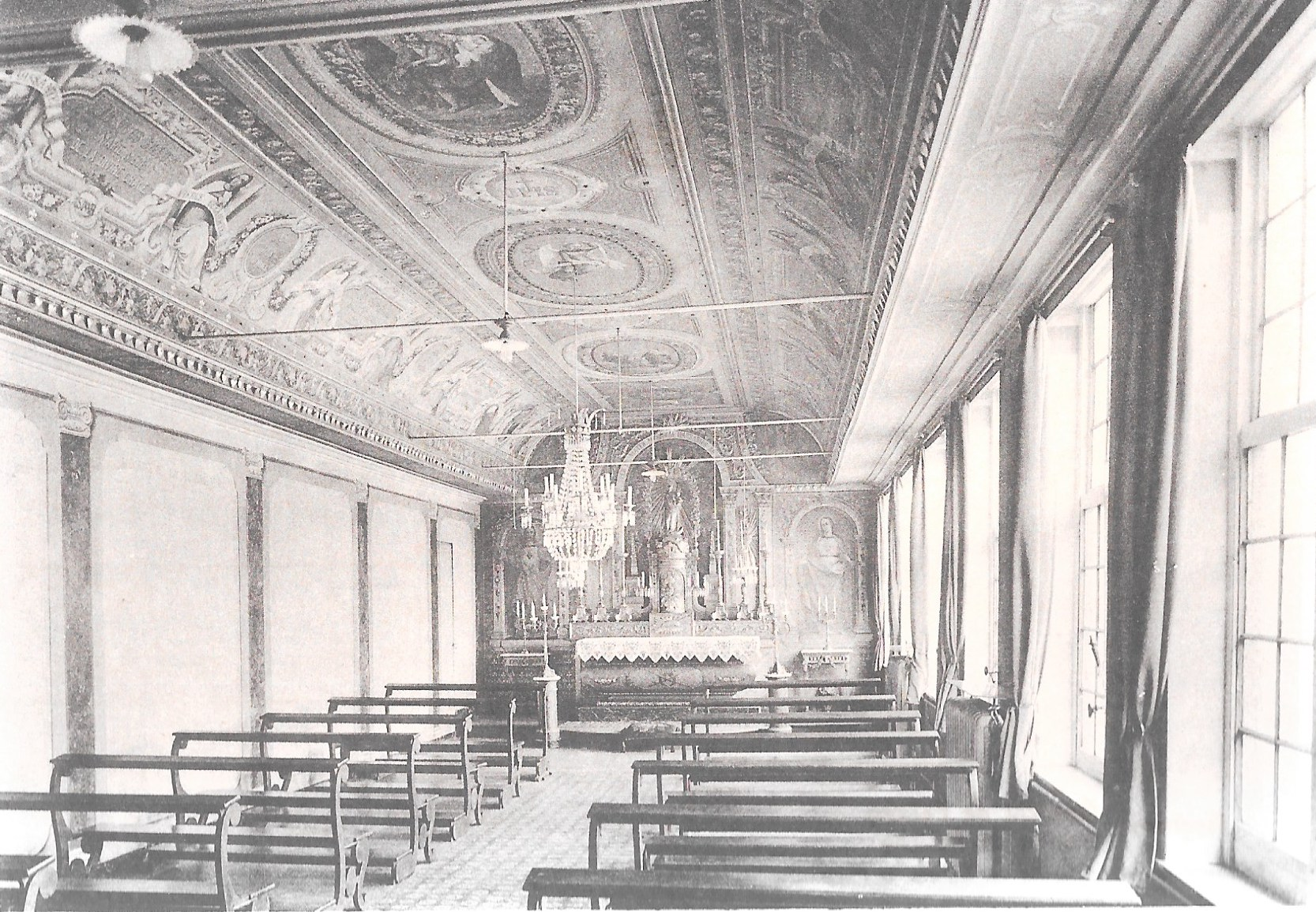
Zilveren Kapel Ave Maria

Op de bovenverdieping liet de priester in 1843-1845 de Zilveren Kapel construeren. De naam verwijst naar de zilveren hartjes die als ex voto’s op de fries van het gewelf werden geplaatst. Deze verdwenen tussen 1981 en 1982. De kapel diende als zijn privé kapel.

### Bronzen Kapel
Er was zelfs een bronzen kapel. Deze is ondertussen verdwenen.
In haar geheel is de kapel beschouwd als een van de gaafst bewaarde ensembles uit de tijd rond de Mariaverering. Daarom is deze unieke kapel sinds 21 februari 1978 als monument geklasseerd.

## Orgel
Joseph Merklin en zijn schoonbroer Friedrich Schütze bouwden in 1857 samen de Merklin-Schütze-orgel. Deze was oorspronkelijk voor de Onze-Lieve-Vrouwekerk in Brugge bestemd. Uiteindelijk staat hij te pronken in de Gouden Kapel van Ave Maria. De reden hiervoor was financiële problemen. Toen Joseph de Pelichy dit vernam liet hij de orgel overbrengen naar Izegem. De aangestelde ‘keurraad’ bestond uit Jan Schipman, Bruno Roose en vier buitenlandse musici (waarvan de namen ontbreken). Zij schatten de orgel daar naar waarde.
Het instrument bleef zo goed als ongewijzigd. Het werd buiten gebruik gesteld sinds 1960.

## Hostiemolen

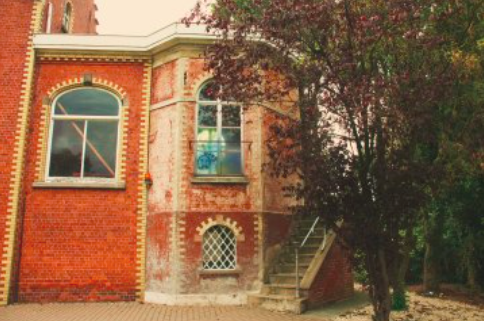
Hostiemolen Klooster Zusters van Maria

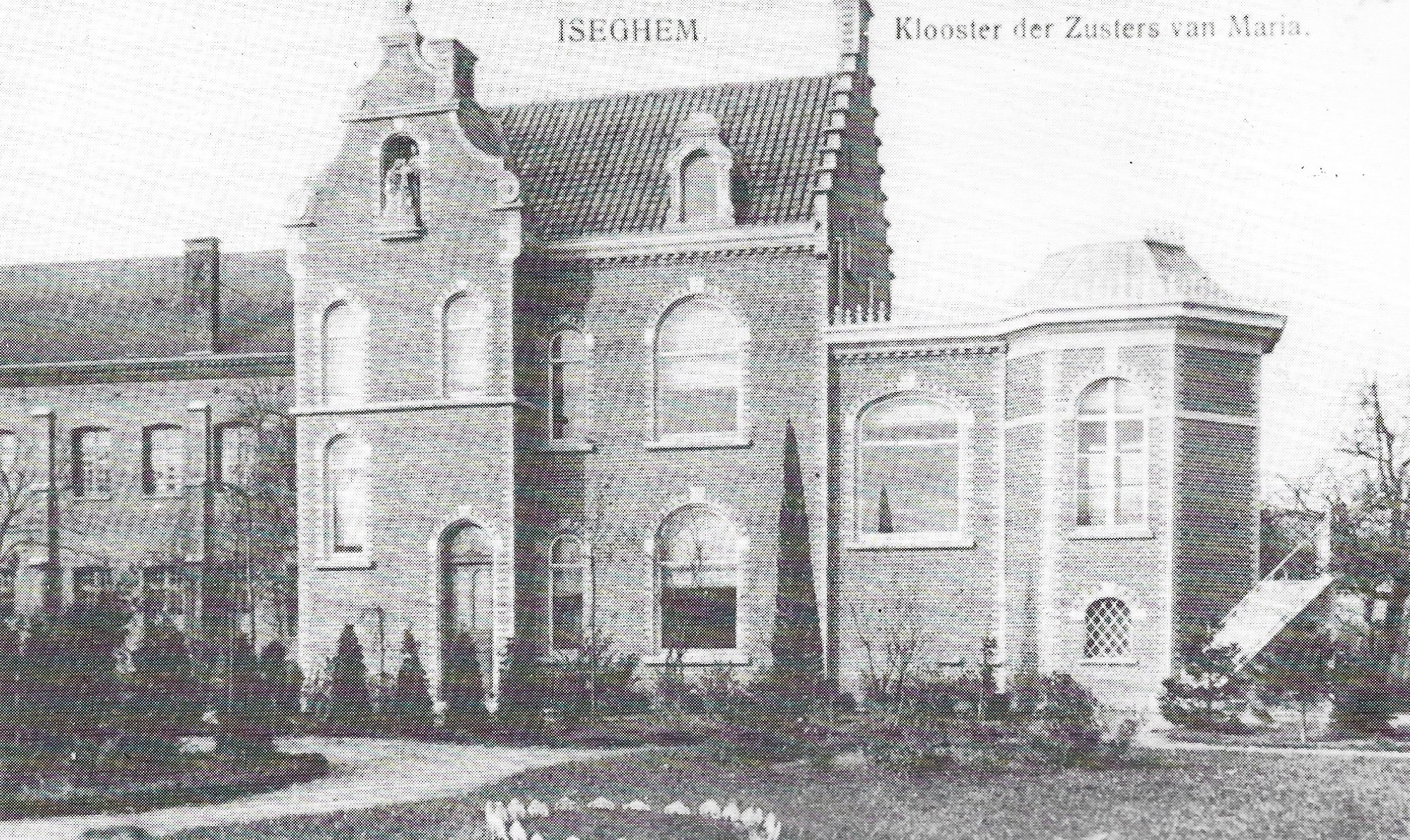
Hostiemolen Klooster Zusters van Maria

Op eigen initiatief liet priester Joseph de Pelichy in 1840 de hostiemolen van Ave Maria bouwen. Dit omdat hij een eigen molen voor de inwoners van het klooster en van de school wilde. Het werd een achtzijdige stenen korenmolen met op de benedenverdieping een hostie- en broodbakkerij.

### 1861
Doordat de molen te laag was en door zijn dichte ligging bij de gebouwen, ving hij te weinig wind. Daarom gaf Joseph de Pelichy opdracht om de molenkuip ongeveer één meter op te trekken.

### 1862
De eerste ovenbeurt leverde tarwebrood voor de armen op en de tweede zorgde voor brood voor de kloostergemeenschap. Er werden ook hosties gebakken.

### Buitendienststelling
Ondanks de verhoging bleek de molen niet te voldoen om er optimaal gebruik van te kunnen maken. Daarom werd het mechanisme uiteindelijk volledig verwijderd tussen 1862 en 2013. De exacte datum hiervan is niet bekend. De toren en de gemetselde oven bleven wel bewaard. In 1912 kreeg de toren een aanbouw, ingericht als klaslokalen. Samen waren de gebouwen bekend onder de naam ‘’t Villaatje’.

### 2013
In 2013 kocht de projectontwikkelaar Bossu uit Rumbeke het kloostergebouw inclusief de hostiemolen op. Zij gingen onmiddellijk over tot de sloop van ‘’t Villaatje’ omdat het te vervallen was.

## Directeurswoning
In 1852 liet Joseph de Pelichy, toenmalig directeur, een eigen woning in de Kasteelstraat bouwen. De woning werd in 2015 gesloopt.

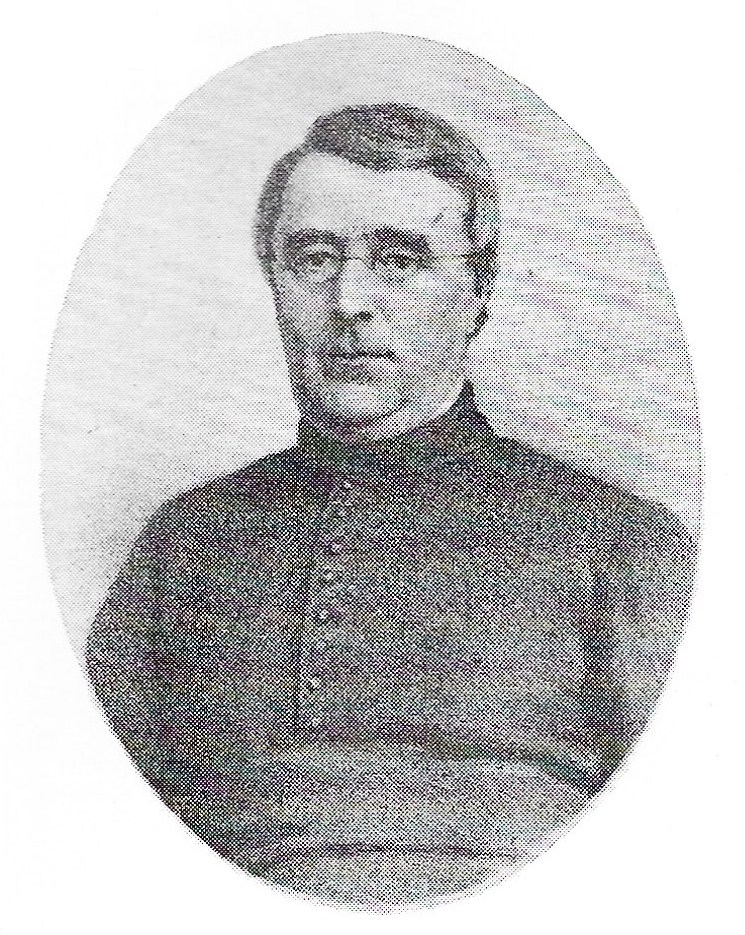
Directeur Joseph de Pelichy
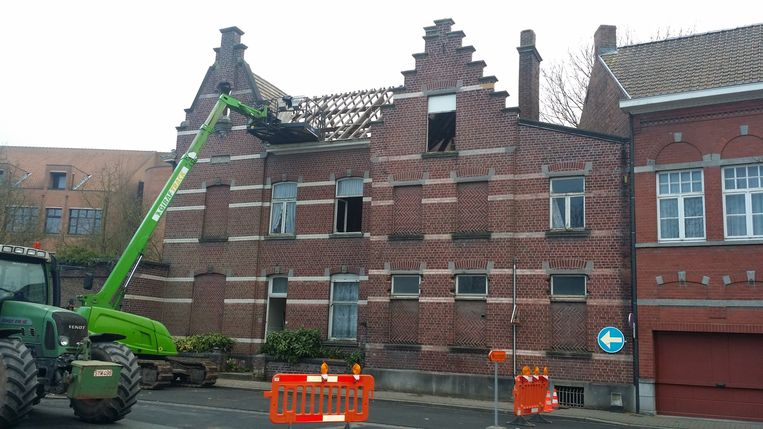
Directeurswoning Klooster Zusters van Maria

## Galerij

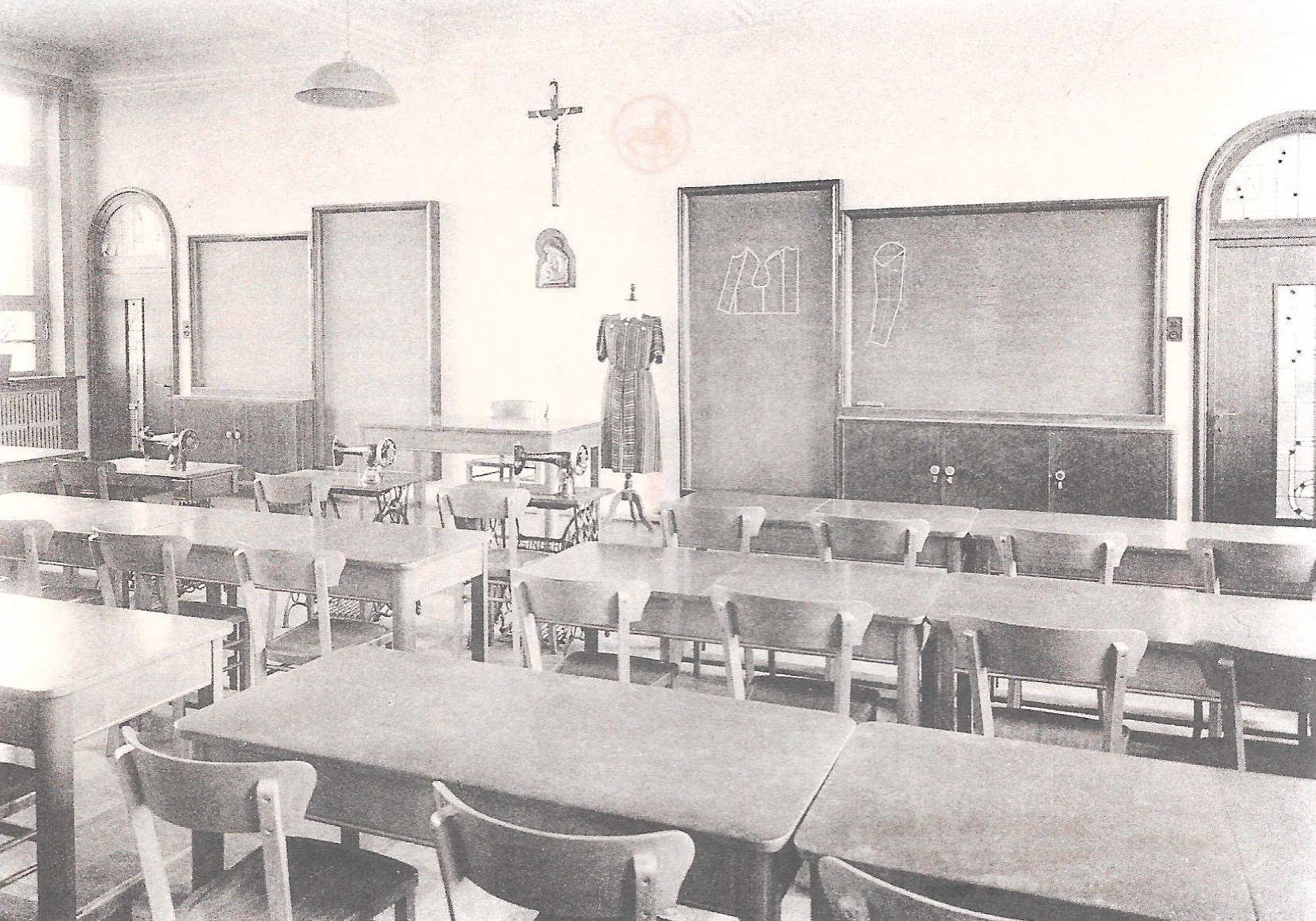
Klaslokaal Klooster Zusters van Maria Izegem
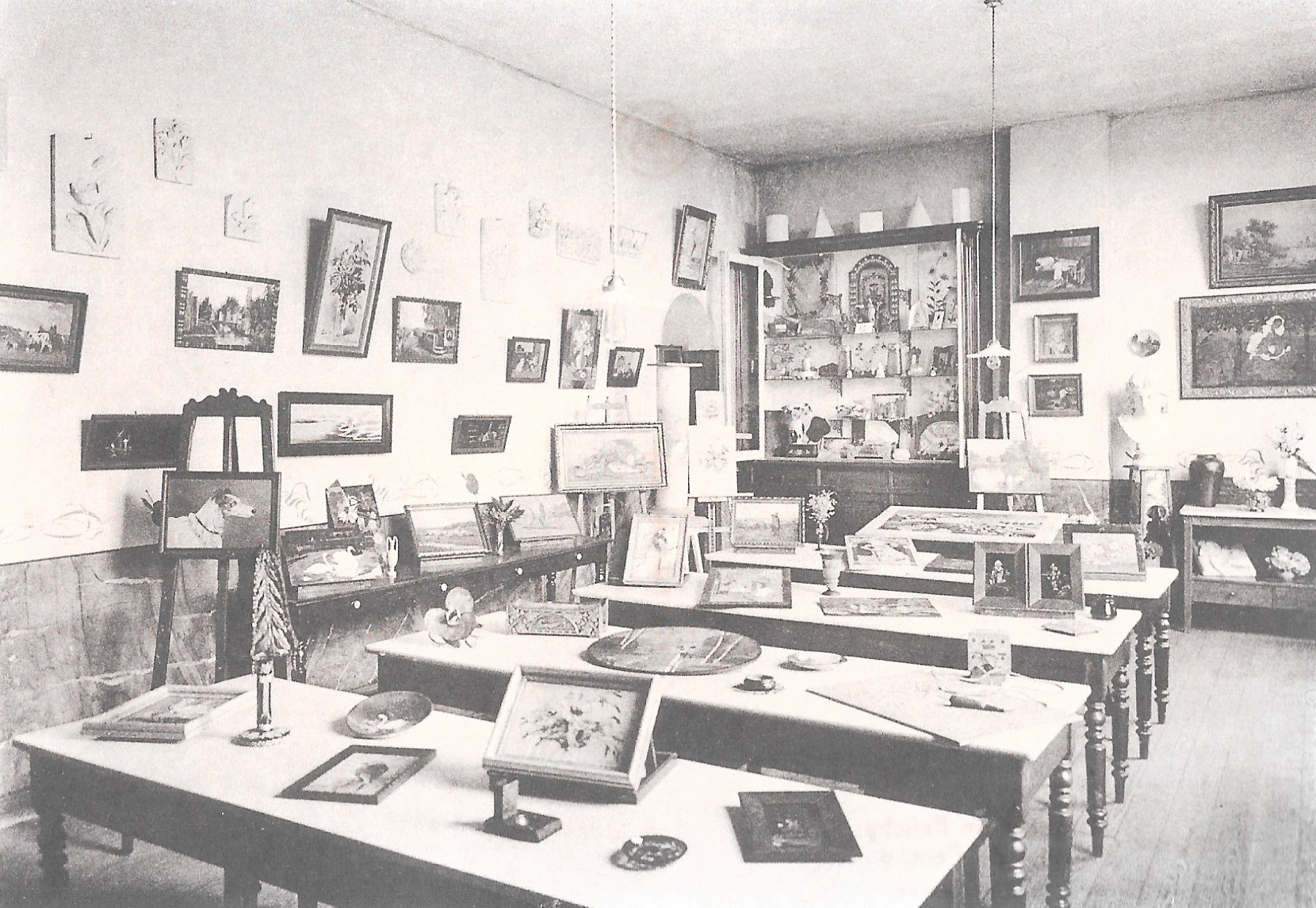
Klaslokaal Klooster Zusters van Maria Izegem
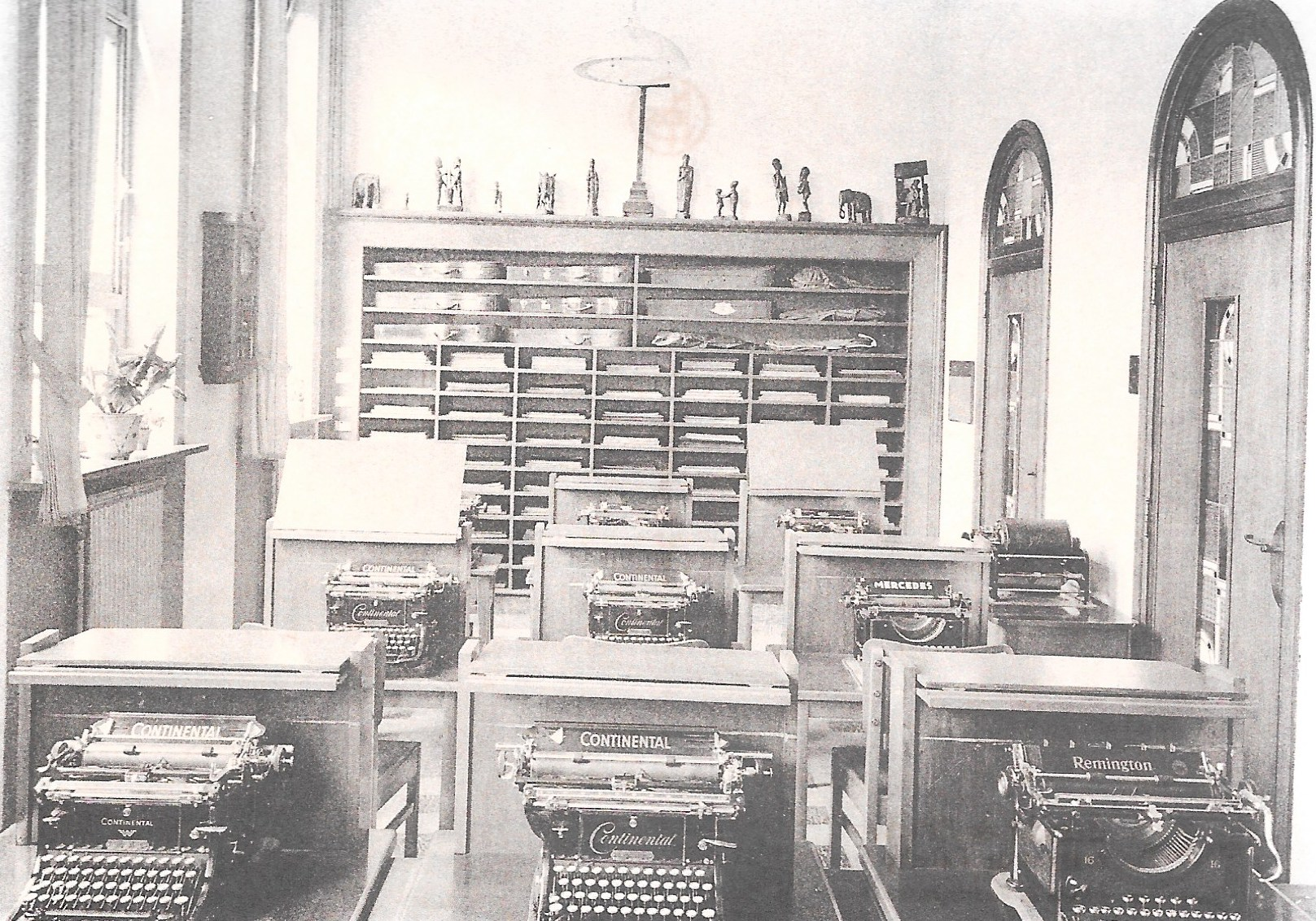
Klaslokaal Klooster Zusters van Maria Izegem
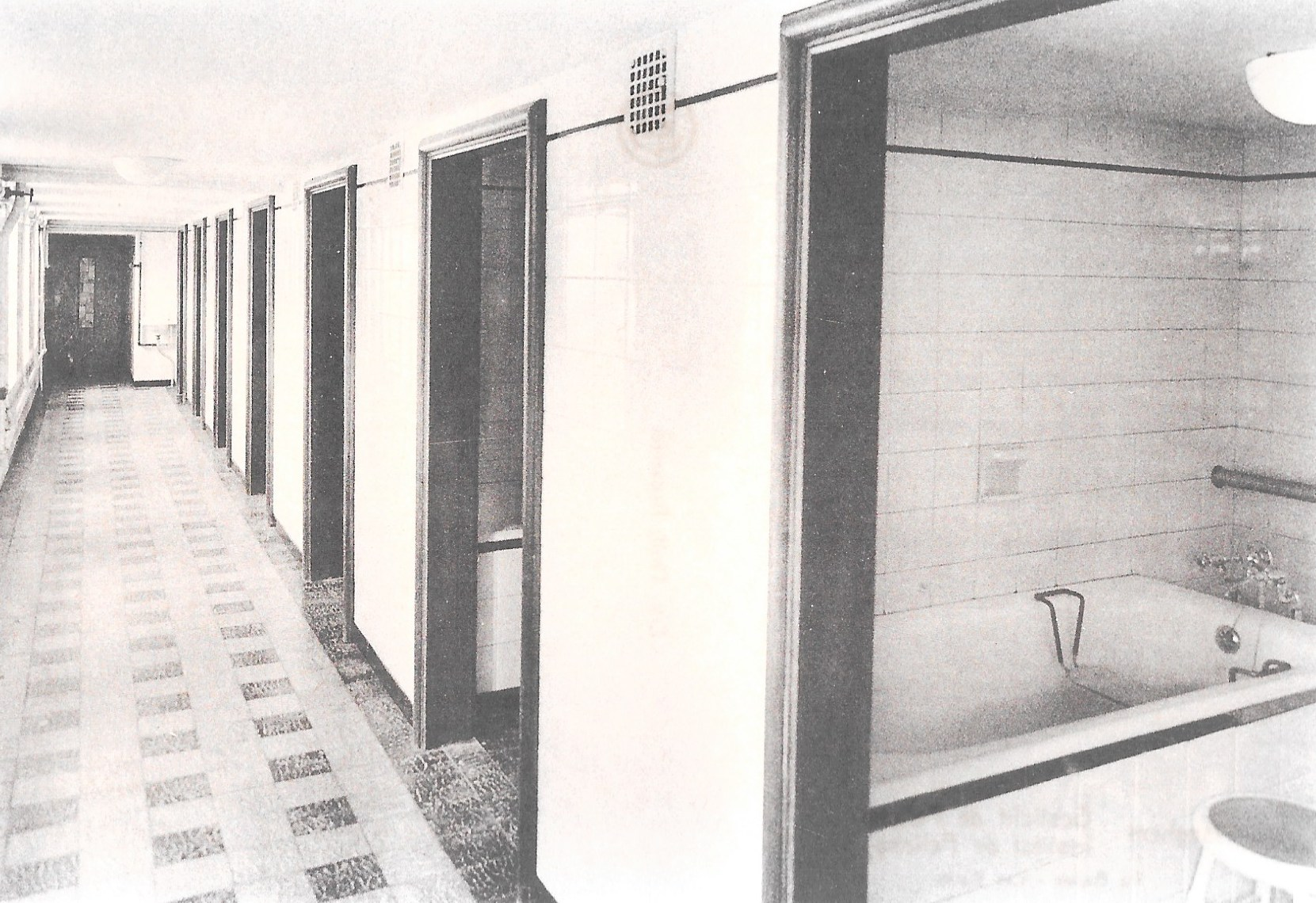
Baden pensionaat Klooster Zusters van Maria Izegem
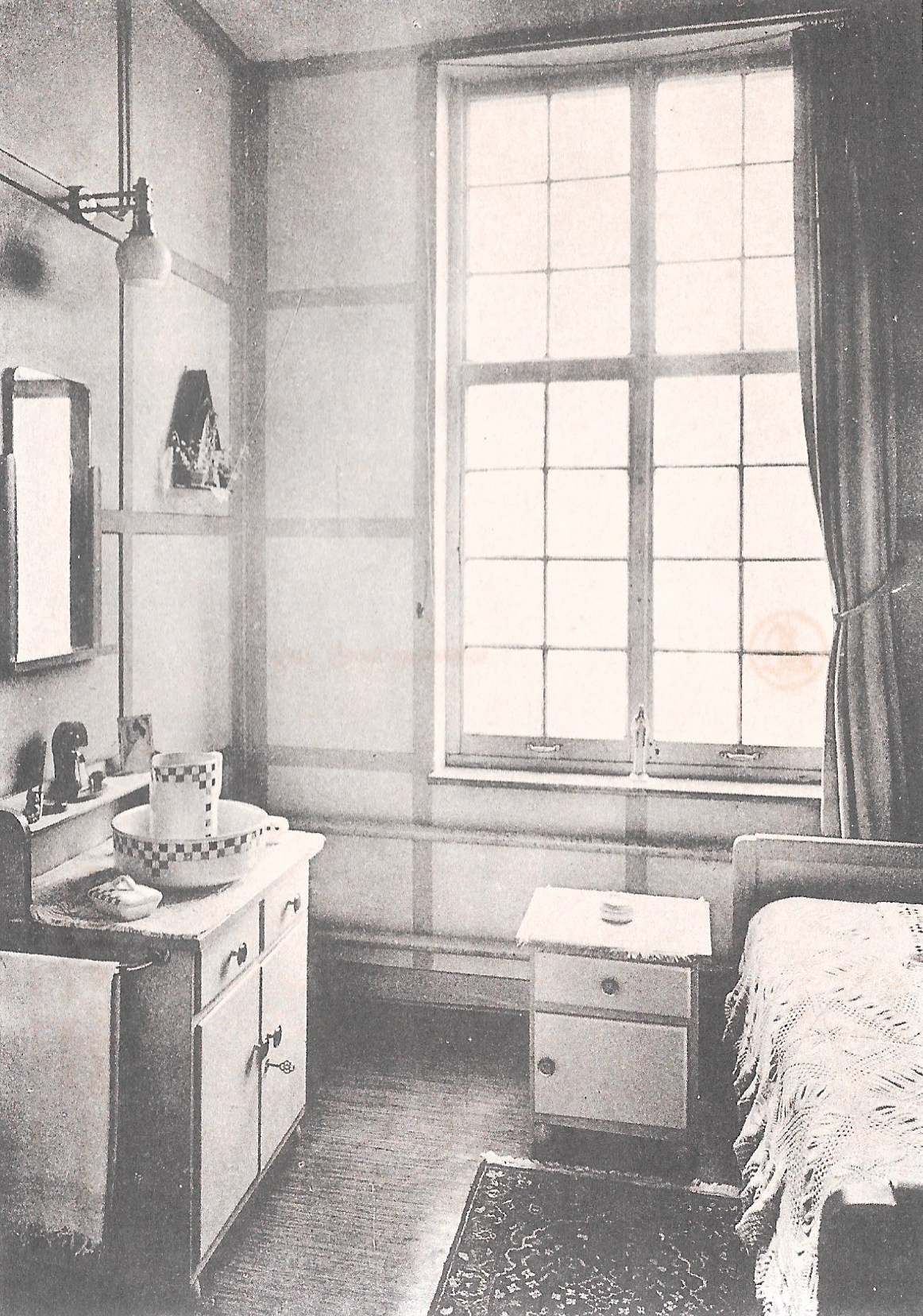
Baden pensionaat Klooster Zusters van Maria Izegem